# ديبورا داش مور
ديبورا داش مور (بالإنجليزية: Deborah Dash Moore)‏ هي مؤرخة أمريكية، ولدت في 1946.